# Великобурлуцька селищна територіальна громада
Великобурлуцька селищна територіальна громада — територіальна громада в Україні, у Куп'янському районі Харківської області. Адміністративний центр — селище Великий Бурлук.
Площа громади — 839,5 км2, населення громади — 15 048 осіб (2020)

## Історія
Утворена 9 лютого 2018 року шляхом об'єднання Великобурлуцької селищної ради та Гнилицької Першої сільської ради Великобурлуцького району.
12 червня 2020 року до Великобурлуцької селищної громади було приєднано Андріївську, Гнилицьку, Григорівську, Катеринівську, Малобурлуцьку, Новоолександрівську, Підсереднянську, Хатнянську, Червонохвильську та Шипуватську сільські ради Великобурлуцького району Харківської області.
19 липня 2020 року, в результаті адміністративно-територіальної реформи та ліквідації Великобурлуцького району, громада увійшла до складу новоутвореного Куп'янського району Харківської області.
11 вересня 2022 року Великобурлуцька селищна громада була звільнена від російської окупації в ході контрнаступу Збройних Сил України на Харківщині.  Окупація тривала 199 днів — з 24 лютого 2022 року, першого дня повномасштабного вторгнення РФ.

## Населені пункти

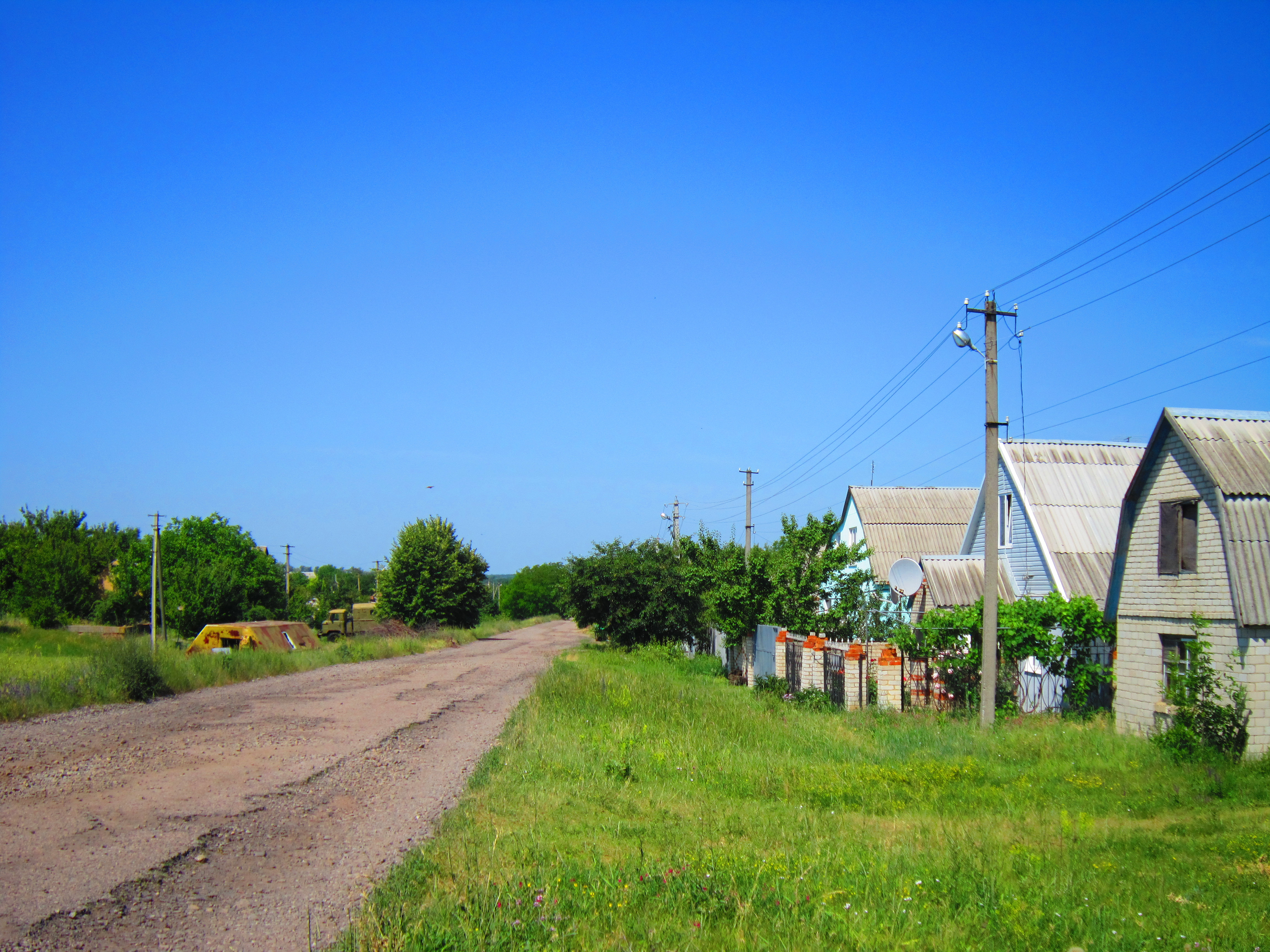
с. Жуків Яр

До складу громади входять 16 селищ (Великий Бурлук, Дорошенкове, Зелений Гай, Канівцеве, Красноярське, Куп'єваха, Литвинівка, Малахове, Микільське, Нова Олександрівка, Підсереднє, Садовод, Сірий Яр, Соніно, Червона Хвиля, Шипувате) та 35 сіл: Амбарне, Андріївка, Аркушине, Балка, Буряківка, Веселе, Гнилиця, Гнилиця Перша, Голубівка, Горяне, Григорівка, Жуків Яр, Заміст, Зелений Гай, Катеринівка, Красне, Лебедівка, Лозове, Малий Бурлук, Манцівка, Михайлівка, Нестерівка, Нова Олександрівка, Новоселівка, Плоске, Полковниче, Рогозянка, Середній Бурлук, Стецьківка, Хатнє, Шевченкове (Малобурлуцька старостинський округ), Шевченкове (Новоолександрівська старостинський округ), Шипувате, Юріївка, Яєчне.

## Економіка
У сільському господарстві зайнято понад 60 % всіх працюючих у сфері матеріального виробництва громади. Рослинництво у структурі сільськогосподарського виробництва становить 74%. Його головний напрямок – вирощування зернових та технічних культур. Основними напрямками виробництва у тваринництві є вирощування великої рогатої худоби м'ясо-молочного напряму, а також свинарство та птахівництво.

## Транспорт
Через громаду проходять автомобільні дороги місцевого та регіонального значення. А також залізнична лінія Куп'янської дирекції Південної залізниці на одноколійній неелектрифікованій лінії Куп'янськ-Вузловий — Огірцове (за радянських часів ділянка Бєлгород — Куп'янськ-Сортувальний) зі станціями в громаді — Розорене, Гнилиця, Селищна, Бурлук, Манцівка, Березники, Шипувате. З початку російського вторгнення в Україну рух приміських поїздів через пункти зупинки громади тимчасово припинено.